# الیجو کادارا
الیجو کادارا (به لاتین: Aledjo Kadara) یک منطقهٔ مسکونی در توگو است که در منطقه کارا واقع شده‌است.